# La Pyle
La Pyle település Franciaországban, Eure megyében. Lakosainak száma 157 fő (2022. január 1.). La Pyle Amfreville-Saint-Amand községgel határos.

## Népesség
A település népességének változása:
| Lakosok száma | 79   | 118  | 141  | 155  | 154  | 155  | 156  | 169  | 168  | 157  |
|               | 1968 | 1982 | 1990 | 2006 | 2013 | 2015 | 2017 | 2019 | 2020 | 2022 |